# Ateloblatta natvigi
Ateloblatta natvigi är en kackerlacksart som beskrevs av Karlis Princis 1950. Ateloblatta natvigi ingår i släktet Ateloblatta och familjen jättekackerlackor.
Artens utbredningsområde är Madagaskar. Inga underarter finns listade.